# Brachychiton paradoxus
Brachychiton paradoxus là một loài thực vật có hoa trong họ Cẩm quỳ. Loài này được Schott & Endl. mô tả khoa học đầu tiên năm 1832.